# Marc Stachel
Marc Stachel (* 16. Juli 1972 in Stuttgart) ist ein deutscher Synchronsprecher.

## Leben
Stachel wohnt in Greifenberg (Bayern). Seine bekanntesten Rollen hatte er in der Zeichentrickserie Retter von Redwall als Martin der Krieger, in Blackbeard – Piraten der Karibik und in American Pie präsentiert: Die nächste Generation.

## Sprechrollen (Auswahl)
Yuuji Ueda
- 1998–2010, 2020: Yuuji Ueda als Rocko in Pokémon – Filmreihe
- 1999–2023: Yuuji Ueda als Rocko in Pokémon
- 2001: als Rocko in Pokémon Puzzle League

Jun'ichi Kanemaru
- 2004: als Sonic in Sonic X
- 2011: als Sonic in Sonic Generations
- 2013: als Sonic in Sonic Lost World
- 2013: als Sonic in Mario & Sonic bei den Olympischen Winterspielen Sotschi 2014
- 2014: als Sonic in Super Smash Bros. for Nintendo 3DS / for Wii U
- 2014: als Sonic in Sonic Boom
- 2014: als Sonic in Sonic Boom: Lyrics Aufstieg
- 2014: als Sonic in Sonic Boom: Der zerbrochene Kristall
- 2016: als Sonic in Sonic Boom: Feuer & Eis
- 2016: als Sonic in Mario & Sonic bei den Olympischen Spielen Rio 2016
- 2017: als Sonic in Sonic Forces
- 2018: als Sonic in Super Smash Bros. Ultimate
- 2019: als Sonic in Team Sonic Racing
- 2019: als Sonic in Mario & Sonic bei den Olympischen Spielen Tokyo 2020
- 2021: als Sonic in Sonic Colours: Ultimate
- 2022: als Sonic in Sonic Frontiers
- 2024: als Sonic in Sonic X Shadow Generations

### Filme
- 1990: Devin Ratray als Buzz McCallister in Kevin – Allein zu Haus
- 1996: Ethan Embry als Tracy Lapchick in White Squall – Reißende Strömung
- 2000: Rob Brown als Jamal Wallace in Forrester – Gefunden!
- 2000: Sprechender Penis in Harte Jungs
- 2005: Shotaro Morikubo als Kadaj in Final Fantasy VII: Advent Children
- 2009: Greg Bryk als Chief in Dolan’s Cadillac
- 2022: Tim Robinson als Ugly Sonic in Chip und Chap: Die Ritter des Rechts (Chip 'n' Dale: Rescue Rangers)

### Serien
- 1987–1989: Michael Bacall als Jimmy in Ein Engel auf Erden
- 1997: Hikaru Midorikawa als Ail in Sailor Moon
- 1998: Taiki Matsuno als Pegasus (1. Stimme) / Helios in Sailor Moon
- 2006: Ryan Kwanten als Jay Robertson in Summerland Beach
- 2007–2011: Kyle Lowder als Eric "Rick" Forrester Jr. in Reich und Schön